# Aeroportul Bogorodskoye
Aeroportul Bogorodskoye (IATA: BQG, ICAO: UHNB) este un aeroport din Ținutul Habarovsk, Rusia. Aeroportul a fost tranzitat în 2021 de 3.088 de pasageri.
Situat la o altitudine de 45 m, aeroportul dispune de o singură pistă.